# سیارک ۹۳۳۴
سیارک ۹۳۳۴ (به انگلیسی: 9334 Moesta، نامگذاری:1990UU3) نه هزار و سیصد و سی و چهارمین سیارک کشف شده‌است که در ۱۶ اکتبر ۱۹۹۰ کشف شد.
قدر مطلق سیارک برابر ۲۵.۷ است.